# Готліб Емануїл Давидович
Готліб Емануїл Давидович (*12 (25) листопада 1908, Кременчук — †6 травня 1991, Харків) — Герой Радянського Союзу, майор, за період служби нагороджений 2 орденами Леніна, орденами Червоного Прапора, Суворова 3-го ступеня, Вітчизняної війни 1-го ступеня, Червоної Зірки, медалями.

## Біографія
Народився 12 (25) листопада 1908 року в місті Кременчук Полтавської області в родині робітника. Єврей. Член КПРС з 1931 року. Закінчив сім класів середньої школи.
Працював на Дніпропетровському металургійному заводі імені В. І. Леніна. У 1929 році був направлений в село Кустогризово Херсонської області, де його обрали головою колгоспу. У 1930 році призваний до лав Червоної Армії. У 1937 році закінчив Хабаровське військово-політичне училище. Брав участь у боях біля озера Хасан в 1938 році.

### Під час війни
У боях Радянсько-німецької війни з листопада 1942 року. Воював на Північно-Західному і 2-м Прибалтійському фронтах. Влітку 1944 року війська 2-го Прибалтійського фронту вели наступальні операції на Білорусь та Латвію.
8 липня 1944 заступник командира 1336-го стрілецького полку майор Е. Д. Готліб отримав завдання силами 42-го Окремого артилерійського штабного резерву прорвати оборону ворога в районі річки Нещедра і захопити село Ковалі Россонского району Вітебської області. Попри те, що артилерія відстала на марші, рота під командуванням Е. Д. Готліба атакувала позиції противника. Ворог був приголомшений їх діями і не зміг організувати опір. Радянські воїни увірвалися в першу, а потім і в другу лінію траншей гітлерівців. Село Ковалі було звільнено.
Намагаючись повернути втрачені позиції, нацисти кинули проти групи Е. Д. Готліба два батальйони піхоти, три танки і п'ять самохідних установок. Шістнадцять раз нацисти контратакували позиції радянських воїнів. Е. Д. Готліб добре організував оборону, вміло керував боєм. Нацисти втратили близько 700 солдатів і офіцерів, шість станкових кулеметів, гармати, дві самохідні установки «фердинанд». У важкі хвилини бою майор Е. Д. Готліб тричі лягав за кулемет і відбивав контратаки.
6-7 серпня 1944 Е. Д. Готліб керував операцією при форсуванні річки Одзе в Латвії. Він повів у атаку 8-ту стрілецьку роту, збив заслін противника. Гітлерівці намагалися підірвати міст через річку, щоб затримати наступ радянських військ. Коли Е. Д. Готліб побачив це, він кинувся до мосту, кинув гранату: двоє нацистів було вбито, а двоє поранено. Але шнур фугасу вже горів. Ризикуючи життям, офіцер схопив шнур і перегриз його зубами. Переправа залишилася непошкодженою. Наступ радянських військ продовжувався.
8 серпня 1944 майор Е. Д. Готліб брав участь у боях за визволення міста Крустпілс в Латвії, який гітлерівці перетворили на сильний опорний пункт. Дорогу атакуючим підрозділам перегородили кулемети противника. Готліб вирішив обійти місто з лівого флангу і знищити вогневі точки. обхідним маневром майор зі своїми бійцями проник в південно-західну частину міста, в будинок, звідки вели безперервний вогонь два кулемети. По водостічній канаві Е. Д. Готліб підповз до підвалу і кинув туди в'язанку гранат. Кулемети замовкли.
У боях за місто Е. Д. Готліб був контужений і поранений.
Велику відвагу виявив майор Е. Д. Готліб та 10 серпня 1944 року під час форсування річки Айвіексте в Латвії. Під безперервним артилерійським і кулеметним вогнем він організував переправу через водну перешкоду особового складу та зброї. На середині річки поранений кулеметник почав тонути. Е. Д. Готліб, не гаючись, кинувся у воду, врятував бійця і його зброю. Після успішного форсування річки почалися запеклі бої за утримання захопленого плацдарму. Радянські воїни відбивали одну контратаку за іншою. Е. Д. Готліб організував оборону і сам з ручного кулемета розстрілював ворога. Під час шостої контратаки він був важко поранений, але не залишив поля бою. Стікаючи кров'ю, Е. Д. Готліб стріляв, поки ворог не відступив. Його знайшли біля розбитого кулемета без свідомості. Плацдарм на західному березі річки було утримано.
Указом Президії Верховної Ради СРСР від 24 березня 1945 року за мужність і героїзм, проявлені в боях проти німецько-нацистських загарбників майору Готлібу Еммануїлу Давидовичу присвоєно звання Героя Радянського Союзу з врученням ордена Леніна і медалі "Золота Зірка "(№ 5470).

### Повоєнні роки
До 1959 року полковник Е. Д. Готліб продовжував службу в армії. Жив у місті Харків. Працював заступником директора Українського науково-дослідного інституту ґрунтознавства і агрохімії.
Помер 6 травня 1991 року. Похований на кладовищі № 2 у Харкові.

## Нагороди, пам'ять
За період служби нагороджений 2 орденами Леніна, орденами Червоного Прапора, Суворова 3-го ступеня, Вітчизняної війни 1-го ступеня, Червоної Зірки, медалями.
У місті Кременчуці на Алеї Героїв, на граніті висічене фото та ім'я Емануїла Готліба.